# 教育者
教育者（きょういくしゃ、英語:pedagogueあるいはeducator）とは、教育に関わる人のことである。
学校で生徒、大学で学生を相手に教育する教員だけでなく、学校や大学以外の場で教育を実践する人や、教育思想家、教育学者、教育評論家、教育官僚なども含む。
プロとして家庭教師をしている人も含まれる。
生涯教育の場で（たとえばコミュニティセンターや公民館などで）、中・高年の人にさまざまなことを教える人、"講師"などと呼ばれている人も教育者である。私的な講座や塾で、人に教育を授けたり、人を養成する仕事をする人も教育者である。"茶道の師範"や"お花の先生"と呼ばれている人も教育者である。広義に、専門的な技能や知識を教える役割のコーチやトレーナーと呼ばれている人も含まれ、教育政策を立案する専門家なども含む。
ほぼ同義語として教育家がある。これは主に明治・大正時代などに使われた表現で、どちらかというと、現場で教育を実践する人ではなく、教育学や教育行政の専門家のほうばかりを指した。
英語でpedagogueは、やや堅苦しい用語ではあるが、教育学や教育理論の専門家だけでなく現場の教育実践者も含めて指す、包括的用語である。対してeducatorは主に現場で教育を実践する人を指す。
歴史
古代ギリシアの師弟関係にある3人、ソクラテス、プラトン、アリストテレスも、それぞれ弟子を育てた教育者である。ソクラテスは、対話を通して思考を深めて知識を産み出す方法、「産婆術」と呼ばれる方法で弟子を育て、相手の思考を刺激し自覚を促すことで、より深い理解を導き出すことを目指した。その弟子のプラトンはアテネにアカデメイアという学校を設立して教育を行い、イデア論（本当にこの世に実在するのはイデアであって、我々が眼や耳などで肉体的に感覚する内容はあくまでイデアの似像にすぎない、とする考え方）を教え、その真理に到達するための哲学的な思考方法である弁証法（対話を通じて真理を追求する方法。師ソクラテスの産婆術を継承・発展させたもの）を提唱し、理想的な国家として哲人政治を唱え、魂の3つの部分とした理性・情・欲の調和を重視し、理想的な人間像を追求した。その弟子のアリストテレスはアテネ郊外にリュケイオンという学校を創立し多くの若者を直接教育し、また学問の方法論も探求し、倫理学、芸術論、論理学、政治論、生命論、動物論 等々等々 数多くの分野の研究と教育を行い、膨大な量の講義ノートを後世に残し、「万学の祖」と呼ばれるようになった。アリストテレスが教えた知識は、中世イスラーム世界の知恵の館という、翻訳センター・図書館・研究センター・教育機関を兼ねた施設でアラビア語に翻訳され図書館に収蔵され人々に教育され、その後アラビア語からラテン語などヨーロッパ諸語に翻訳され中世ヨーロッパの大学や修道院に継承され、やがてヨーロッパの大学のリベラルアーツ（自由七科）となった。現代でも、この教育方法を採用している大学はあり、多様で複雑な現代社会の中で自立的に生きてゆく力を学生につけさせるのにも役立っている。
歴代の重要な教育者については教育関係人物一覧も参照。